# Bâgé-le-Châtel
Bâgé-le-Châtel è un comune francese di 869 abitanti situato nel dipartimento dell'Ain della regione dell'Alvernia-Rodano-Alpi.

## Società

### Evoluzione demografica
Abitanti censiti